# Charmander
Charmander (ヒトカゲ?, Hitokage) è un Pokémon appartenente alla prima generazione. Ideato da Atsuko Nishida e fissato nel suo aspetto finale da Ken Sugimori, Charmander fa la sua prima apparizione nel 1996 nei videogiochi Pokémon Rosso e Blu come uno dei Pokémon iniziali che i giocatori possono scegliere per cominciare la loro avventura. Compare inoltre nella maggior parte dei titoli successivi, in videogiochi spin-off, nella serie televisiva anime, nel Pokémon Trading Card Game e nel merchandising derivato dalla serie.
Charmander appare sulle copertine di Pokémon Link!, Pokémon Mystery Dungeon: Squadra Rossa e Pokémon Mystery Dungeon: Squadra di soccorso DX. Il Pokémon appare nel film live action Pokémon: Detective Pikachu.
Nel contesto del franchise, Charmander è un Pokémon di stadio base di tipo Fuoco. Il suo numero identificativo Pokédex è 4. Si evolve in Charmeleon al raggiungimento di uno specifico livello.
L'allenatore Ash Ketchum ha posseduto un esemplare del Pokémon, in seguito evolutosi in Charizard. Rosso di Pokémon: Le origini e Blu di Pokémon - La grande avventura hanno inoltre ricevuto un Charmander come loro Pokémon iniziale. Anche Richie possiede un esemplare di Charmander.

## Descrizione
Charmander ha l'aspetto di una piccola lucertola rossa. Sulla punta della coda gli brucia sempre una fiamma che è un indice del suo stato di salute e d'animo: se si affioca è debole, se ondeggia è divertito, mentre se brucia violentemente è infuriato.
Charmander si evolve in Charmeleon al raggiungimento di uno specifico livello.

## Apparizioni

### Videogioco

Scontro iniziale, se il giocatore sceglie Charmander

In Pokémon Rosso e Blu e nei remake Pokémon Rosso Fuoco e Verde Foglia è uno dei tre Pokémon iniziali. Se il giocatore sceglie Charmander, il rivale sceglierà Squirtle.
Nella versione Gialla, Charmander è ottenibile nei pressi della città di Celestopoli, lungo il Percorso 24. Un allenatore si lamenterà con il protagonista di aver addestrato male il suo Charmander e chiederà al giocatore di averne cura. Il personaggio donerà al protagonista il suo Pokémon non appena il Pikachu del ragazzo sarà di buon umore.
Charmander è spesso consigliato agli allenatori esperti, poiché è svantaggiato sia contro i Pokémon di Brock (di tipo Roccia/Terra), sia contro i Pokémon di tipo Acqua di Misty.
Nei videogiochi Pokémon Oro HeartGold e Argento SoulSilver il protagonista potrà riceverlo dal Professor Oak una volta sconfitto Rosso. In Pokémon X e Y viene consegnato dal Professor Platan a Luminopoli.
In Pokémon Ranger: Ombre su Almia è presente nell'Accademia dei Ranger (Ranger School) e nella Grotta Vulcanica (Volcano Cave).
Nonostante sia un Pokémon raro, un gruppo composto da 10 Charmander, appare nel videogioco Pokémon Snap, per Nintendo 64, nei pressi di un vulcano.

### Anime
Charmander appare per la prima volta nel corso dell'episodio Un nuovo Pokémon (Charmander the Stray Pokémon) in cui Ash scorge un debole Charmander sopra una roccia e tenta di catturarlo, ma il Pokémon si rifiuta di seguire il ragazzo. Con l'aiuto di Pikachu, Ash, Brock e Misty scoprono che il Pokémon attende il suo allenatore, che gli ha detto di aspettare il suo ritorno, quindi non c'è possibilità di catturarlo. Più tardi inizia un violento temporale, che mette in serio pericolo Charmander. Nello stesso momento, i tre amici si trovano in un Pokémon Center, dove Brock sente i discorsi di un ragazzo, Damian, che si vanta di avere molti Pokémon e racconta di aver abbandonato un Charmander nella foresta poiché era troppo debole. Quindi i tre protagonisti si recano a salvare il Pokémon, attaccato da un gruppo di Spearow, e lo portano al Pokémon Center. L'indomani il Charmander torna sulla roccia, tuttavia salva il Pikachu di Ash dal Team Rocket usando l'attacco Lanciafiamme. Damian, che assiste alla scena, tenta di convincerlo a tornare con lui, ma Charmander capisce che il padrone non gli vuole bene, ma lo vuole solo per la sua forza, quindi decide di entrare in una Poké Ball di Ash.
In Il mago Melvin (The March of the Exeggutor Squad) il Charmander di Ash si evolve in Charmeleon. Essendo un Pokémon originariamente di un altro allenatore, una volta evoluto inizia ad ignorare gli ordini di Ash. Successivamente diventa un Charizard nel corso di Avventure preistoriche (Attack of the Prehistoric Pokémon) e torna ad obbedire al suo allenatore solamente a partire dall'episodio Un nuovo sfidante (Charizard Chills).
Un altro Charmander presente nella serie animata è Zippo, il Pokémon di Richie. Apparso per la prima volta in Chi trova un amico trova un tesoro (A Friend In Deed), viene usato in una battaglia contro il Charizard di Ash nel corso della Lega Pokémon di Indigo. Nel corso di I Pokémon infuriati (A Parent Trapped!), ambientato nelle Isole Vorticose, si scopre che Zippo si è evoluto in Charmeleon. Charmander è anche il Pokémon iniziale dell'allenatore Trovato, ricevuto dal professor Platan nell'episodio L'estate delle scoperte! (Summer of Discovery!) e in seguito evolutosi in Charmeleon e in Charizard.
In Pokémon: Le origini l'allenatore Rosso sceglie Charmander come suo Pokémon iniziale.

### Manga
Nel manga Pokémon: The Electric Tale of Pikachu, la storia di Charmander è molto simile a quella dell'anime. Quando Pikachu viene accidentalmente lasciato solo da Ash, uno Squirtle convince Pikachu e Charmander a raggiungere insieme un santuario per Pokémon stanchi o abbandonati. Lungo la via, i tre Pokémon incontrano il Team Rocket e un Kangaskhan che ha adottato un ragazzo umano. Quest'ultimo si unisce al viaggio verso il santuario. Il Team Rocket prova a catturare tutti i Pokémon ma verrà sconfitto dal Pikachu e dal Kangaskhan. L'allenatore di Charmander, Damian, caduto in coma dopo aver lasciato il Pokémon, lo ritrova e si riunisce con lui.
In Pokémon - La grande avventura, Blu riceve un Charmander dal Professor Oak. Quando si evolve in Charizard, entra a far parte del team del ragazzo, che nel frattempo è diventato capopalestra di Smeraldopoli.
Nel manga Il magico viaggio dei Pokémon, un Charmander appartiene all'allenatore Peanut.
In Pokémon Zensho, Satoshi sceglie un Charmander, mentre Shigeru Okido opta per uno Squirtle.

### Altre apparizioni
Nel film Austin Powers in Goldmember, si vedono due uomini, vestiti rispettivamente da Charmander e da Pikachu, che cercano di scappare da Austin Powers, che con la sua Mini Cooper va a sbattere contro il Godzilla Parade Float.

## Accoglienza
Fin dalla prima apparizione nella serie Pokémon, Charmander ha ricevuto un'accoglienza generalmente positiva. È apparso in diversi articoli di merchandising, tra cui statuette, peluche e nel gioco di carte collezionabili Pokémon. È divenuto uno dei più popolari costumi di Halloween per l'anno 1999. Sempre nel 1999, è stato ipotizzato dagli analisti che i Pokémon, in particolare Charmander e altri, sarebbero diventati giocattoli ricercati.
I lettori di IGN hanno classificato Charmander al trentasettesimo posto tra i migliori Pokémon di sempre. O'Dell Harmon di Game Informer ha classificato Charmander - insieme a Bulbasaur e Squirtle - come il "terzo miglior" Pokémon. Ha inoltre affermato che la scelta tra i tre è stata "una delle decisioni più importanti mai prese nella storia dei Pokémon". GamesTM ha ritenuto che Charmander fosse il "peggiore Pokémon iniziale" in Rosso e Blu.  Nel libro Dragonlore: From the Archives of the Grey School of Wizardry, l'autore Ash Dekirk ha descritto Charmander come un "drago sputafuoco". L'autrice Loredana Lipperini ha citato Charmander come un "Pokémon popolare", suggerendo che la sua popolarità deriva dalla sua coda infuocata. Il giornalista Mark Jacobson ha trovato "strano" il passaggio da Charmander a Charizard, chiedendosi come un Pokémon "bambino" potesse trasformarsi in un "mostro di duecento libbre il cui respiro può sciogliere i massi". Brett Elston di GamesRadar ha dichiarato che sebbene "manchi delle sfumature" dei Pokémon iniziali successivi, ha "un fascino carino". John Funk di The Escapist ha descritto Charmander come "carino", usando la sua evoluzione in Charizard come esempio di "un cambiamento evolutivo estremo" nella serie. Darryl E. Owens del Chicago Tribune ha descritto Charmander come "adorabile". Susan Yerkes di San Antonio-Express News ha descritto Charmander come "disgustosamente carino". Kathryn J. di Teen Ink ha definito Charmander il suo "Pokémon preferito".